# Joker Fuel of Norway

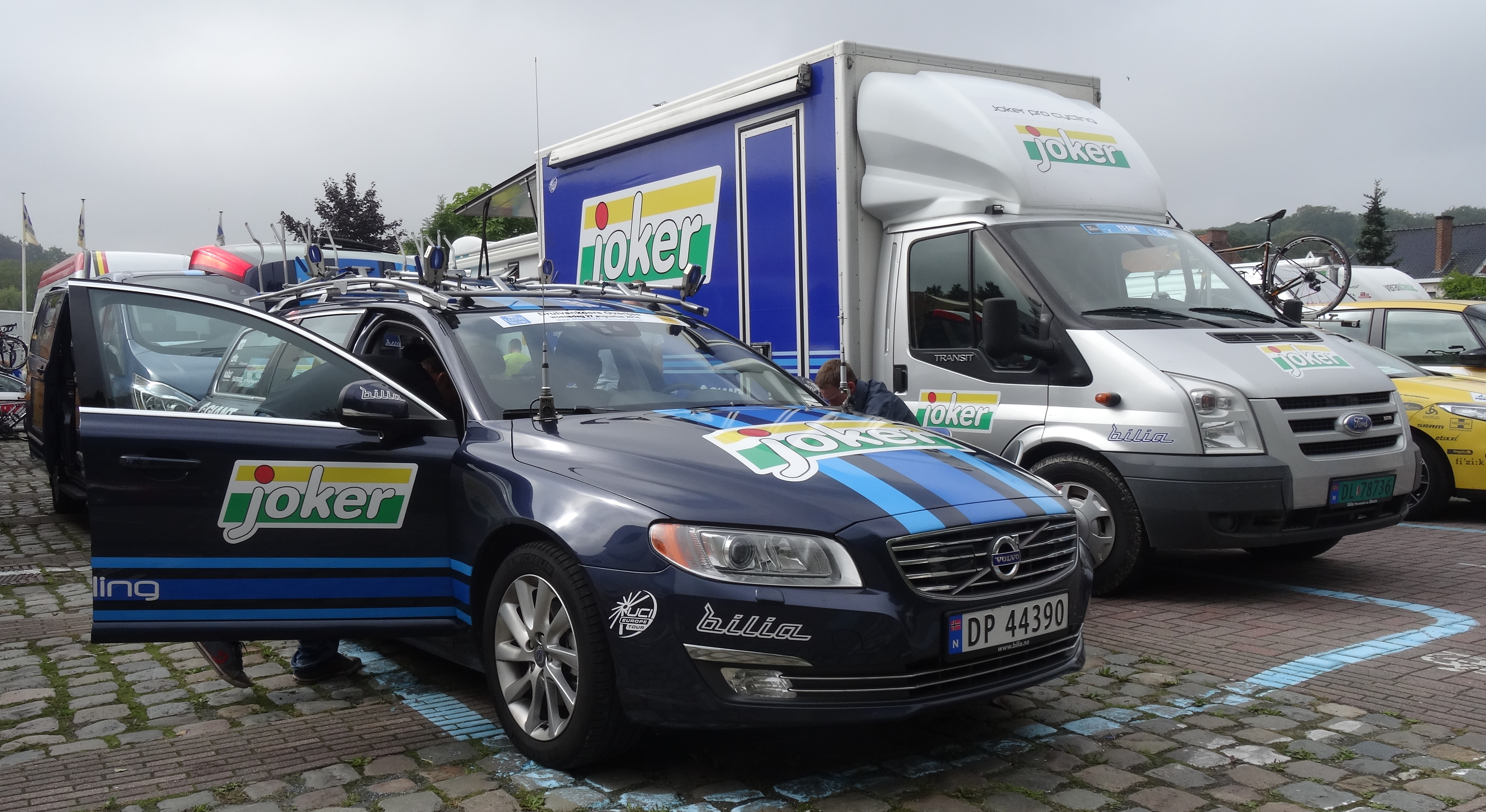
Vehicles de l'equip al 2014

L'equip Joker Fuel of Norway (codi UCI: JFN) és un equip ciclista noruec de categoria continental. Creat el 2005, competeix principalment als circuits continentals de ciclisme.

## Principals victòries
- Gran Premi Möbel Alvisse: Gabriel Rasch (2006)
- Gran Premi Ringerike: Gabriel Rasch (2006), Edvald Boasson Hagen (2007), Christer Rake (2010), Reidar Borgersen (2013)
- Scandinavian Race Uppsala: Edvald Boasson Hagen (2006)
- Istrian Spring Trophy: Edvald Boasson Hagen (2007)
- Rhône-Alpes Isère Tour: Gabriel Rasch (2007)
- París-Corrèze: Edvald Boasson Hagen (2007)
- Poreč Trophy: Ole Haavardsholm (2009)
- Mi-août bretonne: Frederik Wilmann (2009)
- Rogaland Grand Prix: Frederik Wilmann (2011)
- Ronda de l'Oise: Vegard Breen (2013)
- Gooikse Pijl: Vegard Bugge (2013)
- Arno Wallaard Memorial: Edvin Wilson (2014)
- Okolo Jiznich Cech: Reidar Borgersen (2014)
- Duo normand: Reidar Borgersen i Truls Engen Korsæth (2014)
- Tour d'Alsàcia: Vegard Stake Laengen (2015)
- Tour de Gironda: Amund Grøndahl (2016)
- Gran Premi d'Isbergues: Kristoffer Halvorsen (2016)
- Handzame Classic: Kristoffer Halvorsen (2017)

### Grans Voltes
- Tour de França
  - 0 participacions

- Giro d'Itàlia
  - 0 participacions

- Volta a Espanya
  - 0 participacions

## Composició de l'equip
| \| Llista de l'equip 2007 \| Llista de l'equip 2007 \| Llista de l'equip 2007 \| Llista de l'equip 2007 \| \| Ciclista \| Data de naixement \| Equip previ \| \| \| ---------------------- \| ---------------------- \| ------------------------------- \| ---------------------- \| \| Edvald Boasson Hagen \| 17 de maig de 1987 \| \| \| \| Joachim Bøhler \| 19 de juliol de 1980 \| \| \| \| Alexander Kristoff \| 5 de juliol de 1987 \| Glud & Marstrand Horsens (2006) \| \| \| Lars Petter Nordhaug \| 14 de maig de 1984 \| \| \| \| Gabriel Rasch \| 8 de abril de 1976 \| Sparebanken Vest (2005) \| \| \| Stian Sommerseth \| 24 de maig de 1985 \| \| \| \| Sten Stenersen \| 15 de agost de 1988 \| \| \| \| Svein Erik Vold \| 31 de octubre de 1985 \| \| \| \| Frederik Wilmann \| 17 de juliol de 1985 \| \| \| \| \| \| \| \| \| Font: ProCyclingStats \| \| \| \| |                       |                                 |  |
| Llista de l'equip 2007 |                       |                                 |  |
| Ciclista | Data de naixement     | Equip previ                     |  |
| Edvald Boasson Hagen | 17 de maig de 1987    |                                 |  |
| Joachim Bøhler | 19 de juliol de 1980  |                                 |  |
| Alexander Kristoff | 5 de juliol de 1987   | Glud & Marstrand Horsens (2006) |  |
| Lars Petter Nordhaug | 14 de maig de 1984    |                                 |  |
| Gabriel Rasch | 8 de abril de 1976    | Sparebanken Vest (2005)         |  |
| Stian Sommerseth | 24 de maig de 1985    |                                 |  |
| Sten Stenersen | 15 de agost de 1988   |                                 |  |
| Svein Erik Vold | 31 de octubre de 1985 |                                 |  |
| Frederik Wilmann | 17 de juliol de 1985  |                                 |  |
| |                       |                                 |  |
| Font: ProCyclingStats |                       |                                 |  |

| \| Llista de l'equip 2008 \| Llista de l'equip 2008 \| Llista de l'equip 2008 \| Llista de l'equip 2008 \| \| Ciclista \| Data de naixement \| Equip previ \| \| \| ---------------------- \| ---------------------- \| ------------------------------- \| ---------------------- \| \| Joachim Bøhler \| 19 de juliol de 1980 \| \| \| \| Ole Haavardsholm \| 18 de juliol de 1989 \| \| \| \| Alexander Kristoff \| 5 de juliol de 1987 \| Glud & Marstrand Horsens (2006) \| \| \| Lars Petter Nordhaug \| 14 de maig de 1984 \| \| \| \| Stian Sommerseth \| 24 de maig de 1985 \| \| \| \| Sten Stenersen \| 15 de agost de 1988 \| \| \| \| Ingar Stokstad \| 16 de desembre de 1989 \| \| \| \| Svein Erik Vold \| 31 de octubre de 1985 \| \| \| \| Frederik Wilmann \| 17 de juliol de 1985 \| \| \| \| \| \| \| \| \| Font: ProCyclingStats \| \| \| \|Nota: Joachim Bøhler Nota: Ole Haavardsholm |                        |                                 |  |
| Llista de l'equip 2008 |                        |                                 |  |
| Ciclista | Data de naixement      | Equip previ                     |  |
| Joachim Bøhler | 19 de juliol de 1980   |                                 |  |
| Ole Haavardsholm | 18 de juliol de 1989   |                                 |  |
| Alexander Kristoff | 5 de juliol de 1987    | Glud & Marstrand Horsens (2006) |  |
| Lars Petter Nordhaug | 14 de maig de 1984     |                                 |  |
| Stian Sommerseth | 24 de maig de 1985     |                                 |  |
| Sten Stenersen | 15 de agost de 1988    |                                 |  |
| Ingar Stokstad | 16 de desembre de 1989 |                                 |  |
| Svein Erik Vold | 31 de octubre de 1985  |                                 |  |
| Frederik Wilmann | 17 de juliol de 1985   |                                 |  |
| |                        |                                 |  |
| Font: ProCyclingStats |                        |                                 |  |

| \| Llista de l'equip 2009 \| Llista de l'equip 2009 \| Llista de l'equip 2009 \| Llista de l'equip 2009 \| \| Ciclista \| Data de naixement \| Equip previ \| \| \| ------------------------- \| ---------------------- \| ------------------------------- \| ---------------------- \| \| Magnus Espeland \| 1 de agost de 1983 \| Nesset CK (2008) \| \| \| Ole Haavardsholm \| 18 de juliol de 1989 \| \| \| \| Alexander Kristoff \| 5 de juliol de 1987 \| Glud & Marstrand Horsens (2006) \| \| \| Vegard Stake Laengen \| 7 de febrer de 1989 \| \| \| \| Lars Petter Nordhaug \| 14 de maig de 1984 \| \| \| \| Stian Remme \| 4 de juny de 1982 \| Sparebanken Vest (2008) \| \| \| Sondre Gjerdevik Sørtveit \| 15 de agost de 1988 \| Sparebanken Vest (2008) \| \| \| Ingar Stokstad \| 16 de desembre de 1989 \| \| \| \| Svein Erik Vold \| 31 de octubre de 1985 \| \| \| \| Frederik Wilmann \| 17 de juliol de 1985 \| \| \| \| \| \| \| \| \| Font: ProCyclingStats \| \| \| \| |                        |                                 |  |
| Llista de l'equip 2009 |                        |                                 |  |
| Ciclista | Data de naixement      | Equip previ                     |  |
| Magnus Espeland | 1 de agost de 1983     | Nesset CK (2008)                |  |
| Ole Haavardsholm | 18 de juliol de 1989   |                                 |  |
| Alexander Kristoff | 5 de juliol de 1987    | Glud & Marstrand Horsens (2006) |  |
| Vegard Stake Laengen | 7 de febrer de 1989    |                                 |  |
| Lars Petter Nordhaug | 14 de maig de 1984     |                                 |  |
| Stian Remme | 4 de juny de 1982      | Sparebanken Vest (2008)         |  |
| Sondre Gjerdevik Sørtveit | 15 de agost de 1988    | Sparebanken Vest (2008)         |  |
| Ingar Stokstad | 16 de desembre de 1989 |                                 |  |
| Svein Erik Vold | 31 de octubre de 1985  |                                 |  |
| Frederik Wilmann | 17 de juliol de 1985   |                                 |  |
| |                        |                                 |  |
| Font: ProCyclingStats |                        |                                 |  |

| \| Llista de l'equip 2010 \| Llista de l'equip 2010 \| Llista de l'equip 2010 \| Llista de l'equip 2010 \| \| Ciclista \| Data de naixement \| Equip previ \| \| \| ------------------------------------------------------- \| ---------------------- \| ------------------------------ \| ---------------------- \| \| Reidar Borgersen \| 10 de abril de 1980 \| Geithus Idrettslag (2010) \| \| \| Vegard Breen \| 8 de febrer de 1990 \| \| \| \| Vegard Robinson Bugge \| 7 de desembre de 1989 \| \| \| \| Ole Haavardsholm \| 18 de juliol de 1989 \| \| \| \| Vegard Stake Laengen \| 7 de febrer de 1989 \| \| \| \| Christer Rake \| 19 de març de 1987 \| Sparebanken Vest-Ridley (2009) \| \| \| Stian Remme \| 4 de juny de 1982 \| Sparebanken Vest (2008) \| \| \| Sondre Gjerdevik Sørtveit \| 15 de agost de 1988 \| Sparebanken Vest (2008) \| \| \| Ingar Stokstad \| 16 de desembre de 1989 \| \| \| \| Svein Erik Vold \| 31 de octubre de 1985 \| \| \| \| Frans-Leonard Markaskard (1 de ago–31 de des, aprenent) \| 27 de octubre de 1990 \| \| \| \| \| \| \| \| \| Fonts: ProCyclingStats Cycling Quotient \| \| \| \| |                        |                                |  |
| Llista de l'equip 2010 |                        |                                |  |
| Ciclista | Data de naixement      | Equip previ                    |  |
| Reidar Borgersen | 10 de abril de 1980    | Geithus Idrettslag (2010)      |  |
| Vegard Breen | 8 de febrer de 1990    |                                |  |
| Vegard Robinson Bugge | 7 de desembre de 1989  |                                |  |
| Ole Haavardsholm | 18 de juliol de 1989   |                                |  |
| Vegard Stake Laengen | 7 de febrer de 1989    |                                |  |
| Christer Rake | 19 de març de 1987     | Sparebanken Vest-Ridley (2009) |  |
| Stian Remme | 4 de juny de 1982      | Sparebanken Vest (2008)        |  |
| Sondre Gjerdevik Sørtveit | 15 de agost de 1988    | Sparebanken Vest (2008)        |  |
| Ingar Stokstad | 16 de desembre de 1989 |                                |  |
| Svein Erik Vold | 31 de octubre de 1985  |                                |  |
| Frans-Leonard Markaskard (1 de ago–31 de des, aprenent) | 27 de octubre de 1990  |                                |  |
| |                        |                                |  |
| Fonts: ProCyclingStats Cycling Quotient |                        |                                |  |

| \| Llista de l'equip 2013 \| Llista de l'equip 2013 \| Llista de l'equip 2013 \| Llista de l'equip 2013 \| \| Ciclista \| Data de naixement \| Equip previ \| \| \| ------------------------- \| ---------------------- \| ----------------------------- \| ---------------------- \| \| Reidar Borgersen \| 10 de abril de 1980 \| Geithus Idrettslag (2010) \| \| \| Vegard Breen \| 8 de febrer de 1990 \| \| \| \| Vegard Robinson Bugge \| 7 de desembre de 1989 \| \| \| \| Audun Brekke Fløtten \| 20 de agost de 1990 \| Ringeriks-Kraft (2011) \| \| \| Adrian Gjølberg \| 23 de febrer de 1989 \| Plussbank Cervélo (2010) \| \| \| Christer Jensen \| 19 de febrer de 1990 \| Ringeriks-Kraft (2010) \| \| \| Truls Engen Korsæth \| 16 de setembre de 1993 \| Lillehammer Cykleklubb (2012) \| \| \| Martin Olsen \| 8 de gener de 1992 \| Lillehammer Cykleklubb (2012) \| \| \| Stian Remme \| 4 de juny de 1982 \| Sparebanken Vest (2008) \| \| \| Kristoffer Skjerping \| 4 de maig de 1993 \| Glåmdal Sykleklubb (2011) \| \| \| Sondre Gjerdevik Sørtveit \| 15 de agost de 1988 \| Sparebanken Vest (2008) \| \| \| Oskar Svendsen \| 10 de abril de 1994 \| \| \| \| Edvin Wilson \| 25 de abril de 1989 \| CykelCity.se (2012) \| \| \| \| \| \| \| \| Font: ProCyclingStats \| \| \| \| |                        |                               |  |
| Llista de l'equip 2013 |                        |                               |  |
| Ciclista | Data de naixement      | Equip previ                   |  |
| Reidar Borgersen | 10 de abril de 1980    | Geithus Idrettslag (2010)     |  |
| Vegard Breen | 8 de febrer de 1990    |                               |  |
| Vegard Robinson Bugge | 7 de desembre de 1989  |                               |  |
| Audun Brekke Fløtten | 20 de agost de 1990    | Ringeriks-Kraft (2011)        |  |
| Adrian Gjølberg | 23 de febrer de 1989   | Plussbank Cervélo (2010)      |  |
| Christer Jensen | 19 de febrer de 1990   | Ringeriks-Kraft (2010)        |  |
| Truls Engen Korsæth | 16 de setembre de 1993 | Lillehammer Cykleklubb (2012) |  |
| Martin Olsen | 8 de gener de 1992     | Lillehammer Cykleklubb (2012) |  |
| Stian Remme | 4 de juny de 1982      | Sparebanken Vest (2008)       |  |
| Kristoffer Skjerping | 4 de maig de 1993      | Glåmdal Sykleklubb (2011)     |  |
| Sondre Gjerdevik Sørtveit | 15 de agost de 1988    | Sparebanken Vest (2008)       |  |
| Oskar Svendsen | 10 de abril de 1994    |                               |  |
| Edvin Wilson | 25 de abril de 1989    | CykelCity.se (2012)           |  |
| |                        |                               |  |
| Font: ProCyclingStats |                        |                               |  |

| \| Llista de l'equip 2014 \| Llista de l'equip 2014 \| Llista de l'equip 2014 \| Llista de l'equip 2014 \| \| Ciclista \| Data de naixement \| Equip previ \| \| \| ----------------------------------------------- \| ---------------------- \| ------------------------------- \| ---------------------- \| \| Reidar Borgersen \| 10 de abril de 1980 \| Geithus Idrettslag (2010) \| \| \| Vegard Robinson Bugge \| 7 de desembre de 1989 \| \| \| \| Odd Christian Eiking \| 28 de desembre de 1994 \| Bergen CK (2013) \| \| \| Truls Engen Korsæth \| 16 de setembre de 1993 \| Lillehammer Cykleklubb (2012) \| \| \| Philip Lindau \| 18 de agost de 1991 \| People4you-Unaas Cycling (2013) \| \| \| Martin Olsen \| 8 de gener de 1992 \| Lillehammer Cykleklubb (2012) \| \| \| Jo Kogstad Ringheim(Nota) \| 16 de febrer de 1991 \| People4you-Unaas Cycling (2013) \| \| \| Kristoffer Skjerping \| 4 de maig de 1993 \| Glåmdal Sykleklubb (2011) \| \| \| Oskar Svendsen(Nota) \| 10 de abril de 1994 \| \| \| \| Edvin Wilson \| 25 de abril de 1989 \| CykelCity.se (2012) \| \| \| Anders Skaarseth (1 de ago–31 de des, aprenent) \| 7 de maig de 1995 \| \| \| \| Adrian Aas Stien (1 de ago–31 de des, aprenent) \| 28 de octubre de 1992 \| TVK Elite (2014) \| \| \| \| \| \| \| \| Font: ProCyclingStats \| \| \| \|Nota: Jo Kogstad Ringheim, retirada esportiva Nota: Oskar Svendsen, retirada esportiva |                        |                                 |  |
| Llista de l'equip 2014 |                        |                                 |  |
| Ciclista | Data de naixement      | Equip previ                     |  |
| Reidar Borgersen | 10 de abril de 1980    | Geithus Idrettslag (2010)       |  |
| Vegard Robinson Bugge | 7 de desembre de 1989  |                                 |  |
| Odd Christian Eiking | 28 de desembre de 1994 | Bergen CK (2013)                |  |
| Truls Engen Korsæth | 16 de setembre de 1993 | Lillehammer Cykleklubb (2012)   |  |
| Philip Lindau | 18 de agost de 1991    | People4you-Unaas Cycling (2013) |  |
| Martin Olsen | 8 de gener de 1992     | Lillehammer Cykleklubb (2012)   |  |
| Jo Kogstad Ringheim(Nota) | 16 de febrer de 1991   | People4you-Unaas Cycling (2013) |  |
| Kristoffer Skjerping | 4 de maig de 1993      | Glåmdal Sykleklubb (2011)       |  |
| Oskar Svendsen(Nota) | 10 de abril de 1994    |                                 |  |
| Edvin Wilson | 25 de abril de 1989    | CykelCity.se (2012)             |  |
| Anders Skaarseth (1 de ago–31 de des, aprenent) | 7 de maig de 1995      |                                 |  |
| Adrian Aas Stien (1 de ago–31 de des, aprenent) | 28 de octubre de 1992  | TVK Elite (2014)                |  |
| |                        |                                 |  |
| Font: ProCyclingStats |                        |                                 |  |

| \| Llista de l'equip 2015 \| Llista de l'equip 2015 \| Llista de l'equip 2015 \| Llista de l'equip 2015 \| \| Ciclista \| Data de naixement \| Equip previ \| \| \| --------------------------------------------------- \| ---------------------- \| ----------------------------------- \| ---------------------- \| \| Reidar Borgersen \| 10 de abril de 1980 \| Geithus Idrettslag (2010) \| \| \| Odd Christian Eiking \| 28 de desembre de 1994 \| Bergen CK (2013) \| \| \| Daniel Hoelgaard \| 1 de juliol de 1993 \| Etixx (2014) \| \| \| Bjørn Tore Hoem \| 12 de abril de 1991 \| Sparebanken Sør (2014) \| \| \| Amund Grøndahl Jansen \| 11 de febrer de 1994 \| Sparebanken Sør (2014) \| \| \| Truls Engen Korsæth \| 16 de setembre de 1993 \| Lillehammer Cykleklubb (2012) \| \| \| Vegard Stake Laengen \| 7 de febrer de 1989 \| Bretagne-Séché Environnement (2014) \| \| \| Philip Lindau \| 18 de agost de 1991 \| People4you-Unaas Cycling (2013) \| \| \| Sindre Lunke \| 17 de abril de 1993 \| Sparebanken Sør (2014) \| \| \| Anders Skaarseth \| 7 de maig de 1995 \| Lillehammer Cykleklubb (2014) \| \| \| Adrian Aas Stien \| 28 de octubre de 1992 \| TVK Elite (2014) \| \| \| Edvin Wilson \| 25 de abril de 1989 \| CykelCity.se (2012) \| \| \| Kristoffer Halvorsen (1 de ago–31 de des, aprenent) \| 13 de abril de 1996 \| Glåmdal Sykleklubb (2014) \| \| \| \| \| \| \| \| Font: ProCyclingStats \| \| \| \| |                        |                                     |  |
| Llista de l'equip 2015 |                        |                                     |  |
| Ciclista | Data de naixement      | Equip previ                         |  |
| Reidar Borgersen | 10 de abril de 1980    | Geithus Idrettslag (2010)           |  |
| Odd Christian Eiking | 28 de desembre de 1994 | Bergen CK (2013)                    |  |
| Daniel Hoelgaard | 1 de juliol de 1993    | Etixx (2014)                        |  |
| Bjørn Tore Hoem | 12 de abril de 1991    | Sparebanken Sør (2014)              |  |
| Amund Grøndahl Jansen | 11 de febrer de 1994   | Sparebanken Sør (2014)              |  |
| Truls Engen Korsæth | 16 de setembre de 1993 | Lillehammer Cykleklubb (2012)       |  |
| Vegard Stake Laengen | 7 de febrer de 1989    | Bretagne-Séché Environnement (2014) |  |
| Philip Lindau | 18 de agost de 1991    | People4you-Unaas Cycling (2013)     |  |
| Sindre Lunke | 17 de abril de 1993    | Sparebanken Sør (2014)              |  |
| Anders Skaarseth | 7 de maig de 1995      | Lillehammer Cykleklubb (2014)       |  |
| Adrian Aas Stien | 28 de octubre de 1992  | TVK Elite (2014)                    |  |
| Edvin Wilson | 25 de abril de 1989    | CykelCity.se (2012)                 |  |
| Kristoffer Halvorsen (1 de ago–31 de des, aprenent) | 13 de abril de 1996    | Glåmdal Sykleklubb (2014)           |  |
| |                        |                                     |  |
| Font: ProCyclingStats |                        |                                     |  |

| \| Llista de l'equip 2016 \| Llista de l'equip 2016 \| Llista de l'equip 2016 \| Llista de l'equip 2016 \| \| Ciclista \| Data de naixement \| Equip previ \| \| \| ------------------------------------------ \| ---------------------- \| ------------------------------- \| ---------------------- \| \| Reidar Borgersen \| 10 de abril de 1980 \| Geithus Idrettslag (2010) \| \| \| Ole Forfang \| 22 de març de 1995 \| Ringeriks-Kraft (2015) \| \| \| Amund Grøndahl Jansen \| 11 de febrer de 1994 \| Sparebanken Sør (2014) \| \| \| Kristoffer Halvorsen \| 13 de abril de 1996 \| Glåmdal Sykleklubb (2014) \| \| \| Markus Hoelgaard \| 4 de octubre de 1994 \| Coop-Øster Hus (2015) \| \| \| Bjørn Tore Hoem \| 12 de abril de 1991 \| Sparebanken Sør (2014) \| \| \| Truls Engen Korsæth \| 16 de setembre de 1993 \| Lillehammer Cykleklubb (2012) \| \| \| Philip Lindau \| 18 de agost de 1991 \| People4you-Unaas Cycling (2013) \| \| \| Anders Skaarseth \| 7 de maig de 1995 \| Lillehammer Cykleklubb (2014) \| \| \| Adrian Aas Stien \| 28 de octubre de 1992 \| TVK Elite (2014) \| \| \| Edvin Wilson \| 25 de abril de 1989 \| CykelCity.se (2012) \| \| \| Tobias Foss (1 de ago–31 de des, aprenent) \| 25 de maig de 1997 \| \| \| \| \| \| \| \| \| Fonts: ProCyclingStats Cycling Archives \| \| \| \| |                        |                                 |  |
| Llista de l'equip 2016 |                        |                                 |  |
| Ciclista | Data de naixement      | Equip previ                     |  |
| Reidar Borgersen | 10 de abril de 1980    | Geithus Idrettslag (2010)       |  |
| Ole Forfang | 22 de març de 1995     | Ringeriks-Kraft (2015)          |  |
| Amund Grøndahl Jansen | 11 de febrer de 1994   | Sparebanken Sør (2014)          |  |
| Kristoffer Halvorsen | 13 de abril de 1996    | Glåmdal Sykleklubb (2014)       |  |
| Markus Hoelgaard | 4 de octubre de 1994   | Coop-Øster Hus (2015)           |  |
| Bjørn Tore Hoem | 12 de abril de 1991    | Sparebanken Sør (2014)          |  |
| Truls Engen Korsæth | 16 de setembre de 1993 | Lillehammer Cykleklubb (2012)   |  |
| Philip Lindau | 18 de agost de 1991    | People4you-Unaas Cycling (2013) |  |
| Anders Skaarseth | 7 de maig de 1995      | Lillehammer Cykleklubb (2014)   |  |
| Adrian Aas Stien | 28 de octubre de 1992  | TVK Elite (2014)                |  |
| Edvin Wilson | 25 de abril de 1989    | CykelCity.se (2012)             |  |
| Tobias Foss (1 de ago–31 de des, aprenent) | 25 de maig de 1997     |                                 |  |
| |                        |                                 |  |
| Fonts: ProCyclingStats Cycling Archives |                        |                                 |  |

| \| Llista de l'equip 2017 \| Llista de l'equip 2017 \| Llista de l'equip 2017 \| Llista de l'equip 2017 \| \| Ciclista \| Data de naixement \| Equip previ \| \| \| -------------------------------------------------------- \| ---------------------- \| ----------------------------- \| ---------------------- \| \| Vegard Breen \| 8 de febrer de 1990 \| Fortuneo-Vital Concept (2016) \| \| \| Ole Forfang \| 22 de març de 1995 \| Ringeriks-Kraft (2015) \| \| \| Tobias Foss \| 25 de maig de 1997 \| Lillehammer Cykleklubb (2016) \| \| \| Carl Fredrik Hagen \| 26 de setembre de 1991 \| Sparebanken Sør (2016) \| \| \| Kristoffer Halvorsen \| 13 de abril de 1996 \| Glåmdal Sykleklubb (2014) \| \| \| Markus Hoelgaard \| 4 de octubre de 1994 \| Coop-Øster Hus (2015) \| \| \| Bjørn Tore Hoem \| 12 de abril de 1991 \| Sparebanken Sør (2014) \| \| \| Iver Knotten \| 17 de desembre de 1998 \| Tønsberg Cykkelklubb (2016) \| \| \| Anders Skaarseth \| 7 de maig de 1995 \| Lillehammer Cykleklubb (2014) \| \| \| Kristoffer Skjerping \| 4 de maig de 1993 \| Cannondale-Drapac (2016) \| \| \| Adrian Aas Stien (1 de gen–11 de set) \| 28 de octubre de 1992 \| TVK Elite (2014) \| \| \| Rasmus Tiller \| 28 de juliol de 1996 \| Lillehammer Cykleklubb (2016) \| \| \| \| \| \| \| \| Fonts: ProCyclingStats Cycling Quotient Cycling Archives \| \| \| \| |                        |                               |  |
| Llista de l'equip 2017 |                        |                               |  |
| Ciclista | Data de naixement      | Equip previ                   |  |
| Vegard Breen | 8 de febrer de 1990    | Fortuneo-Vital Concept (2016) |  |
| Ole Forfang | 22 de març de 1995     | Ringeriks-Kraft (2015)        |  |
| Tobias Foss | 25 de maig de 1997     | Lillehammer Cykleklubb (2016) |  |
| Carl Fredrik Hagen | 26 de setembre de 1991 | Sparebanken Sør (2016)        |  |
| Kristoffer Halvorsen | 13 de abril de 1996    | Glåmdal Sykleklubb (2014)     |  |
| Markus Hoelgaard | 4 de octubre de 1994   | Coop-Øster Hus (2015)         |  |
| Bjørn Tore Hoem | 12 de abril de 1991    | Sparebanken Sør (2014)        |  |
| Iver Knotten | 17 de desembre de 1998 | Tønsberg Cykkelklubb (2016)   |  |
| Anders Skaarseth | 7 de maig de 1995      | Lillehammer Cykleklubb (2014) |  |
| Kristoffer Skjerping | 4 de maig de 1993      | Cannondale-Drapac (2016)      |  |
| Adrian Aas Stien (1 de gen–11 de set) | 28 de octubre de 1992  | TVK Elite (2014)              |  |
| Rasmus Tiller | 28 de juliol de 1996   | Lillehammer Cykleklubb (2016) |  |
| |                        |                               |  |
| Fonts: ProCyclingStats Cycling Quotient Cycling Archives |                        |                               |  |

## Classificacions UCI

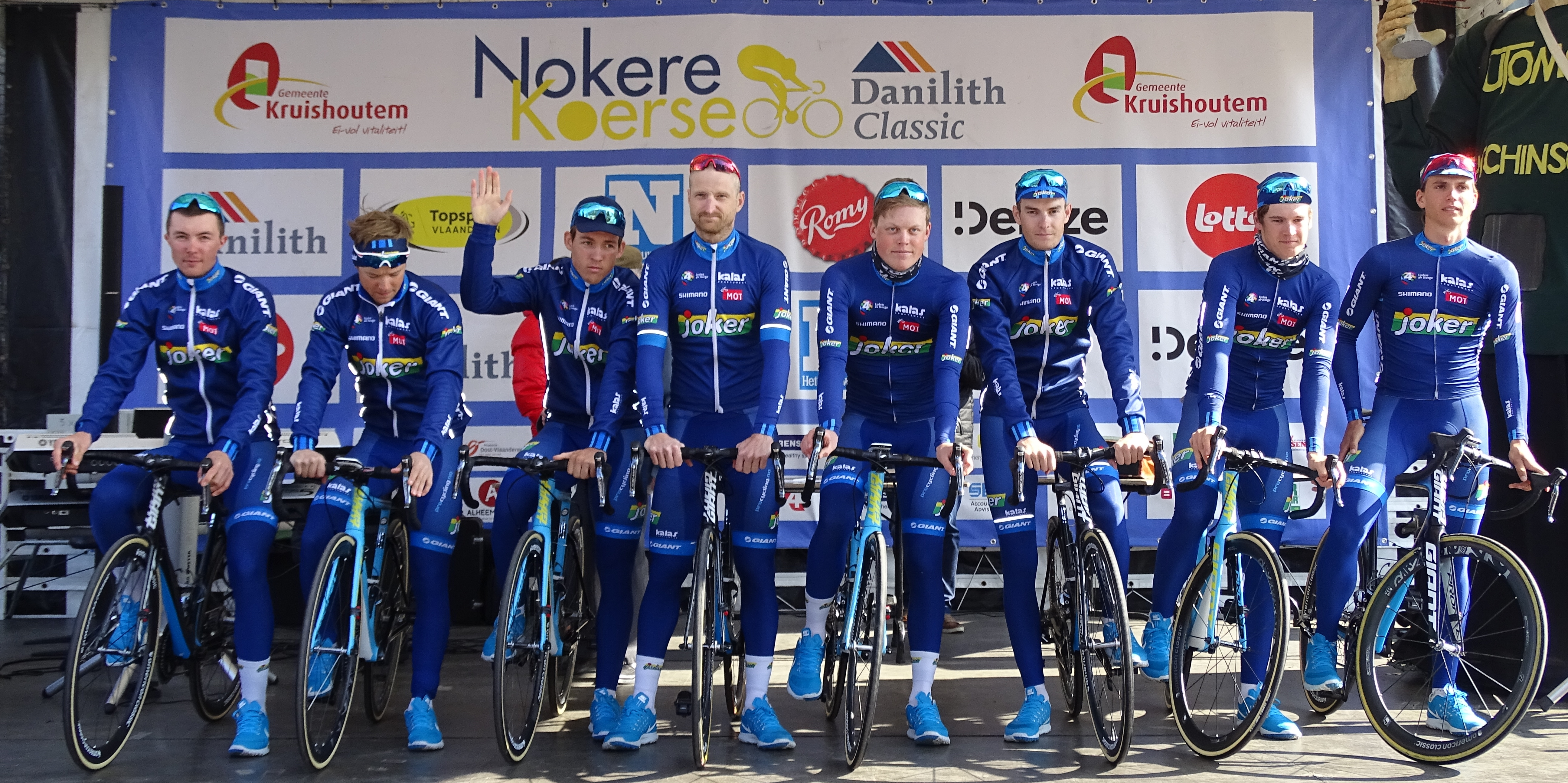
L'equip al 2016

A partir del 2005 l'equip participa en les proves dels circuits continentals i principalment en les curses del calendari de l'UCI Europa Tour.
UCI Amèrica Tour
| Temporada | Classificació per equips | Millor ciclista en la classificació individual |
| --------- | ------------------------ | ---------------------------------------------- |
| 2015      | 49è                      | Truls Engen Korsæth (330è)                     |

UCI Àsia Tour
| Temporada | Classificació per equips | Millor ciclista en la classificació individual |
| --------- | ------------------------ | ---------------------------------------------- |
| 2010      | 48è                      | Christer Rake (146è)                           |
| 2011      | 34è                      | Adrian Gjølberg (116è)                         |
| 2016      | 12è                      | Kristoffer Halvorsen (27è)                     |

UCI Europa Tour
| Temporada | Classificació per equips | Millor ciclista en la classificació individual |
| --------- | ------------------------ | ---------------------------------------------- |
| 2005      | 79è                      | Lars Petter Nordhaug (354è)                    |
| 2006      | 32è                      | Edvald Boasson Hagen (21è)                     |
| 2007      | 22è                      | Edvald Boasson Hagen (5è)                      |
| 2008      | 67è                      | Alexander Kristoff (139è)                      |
| 2009      | 37è                      | Alexander Kristoff (97è)                       |
| 2010      | 63è                      | Christer Rake (159è)                           |
| 2011      | 51è                      | Vegard Stake Laengen (191è)                    |
| 2012      | 71è                      | Vegard Breen (263è)                            |
| 2013      | 54è                      | Vegard Breen (180è)                            |
| 2014      | 26è                      | Reidar Borgersen (37è)                         |
| 2015      | 20è                      | Vegard Stake Laengen (56è)                     |
| 2016      | 18è                      | Kristoffer Halvorsen (55è)                     |
| 2017      | 18è                      | Kristoffer Halvorsen (145è)                    |
| 2018      | 35è                      | Herman Dahl (141è)                             |